# Number 16

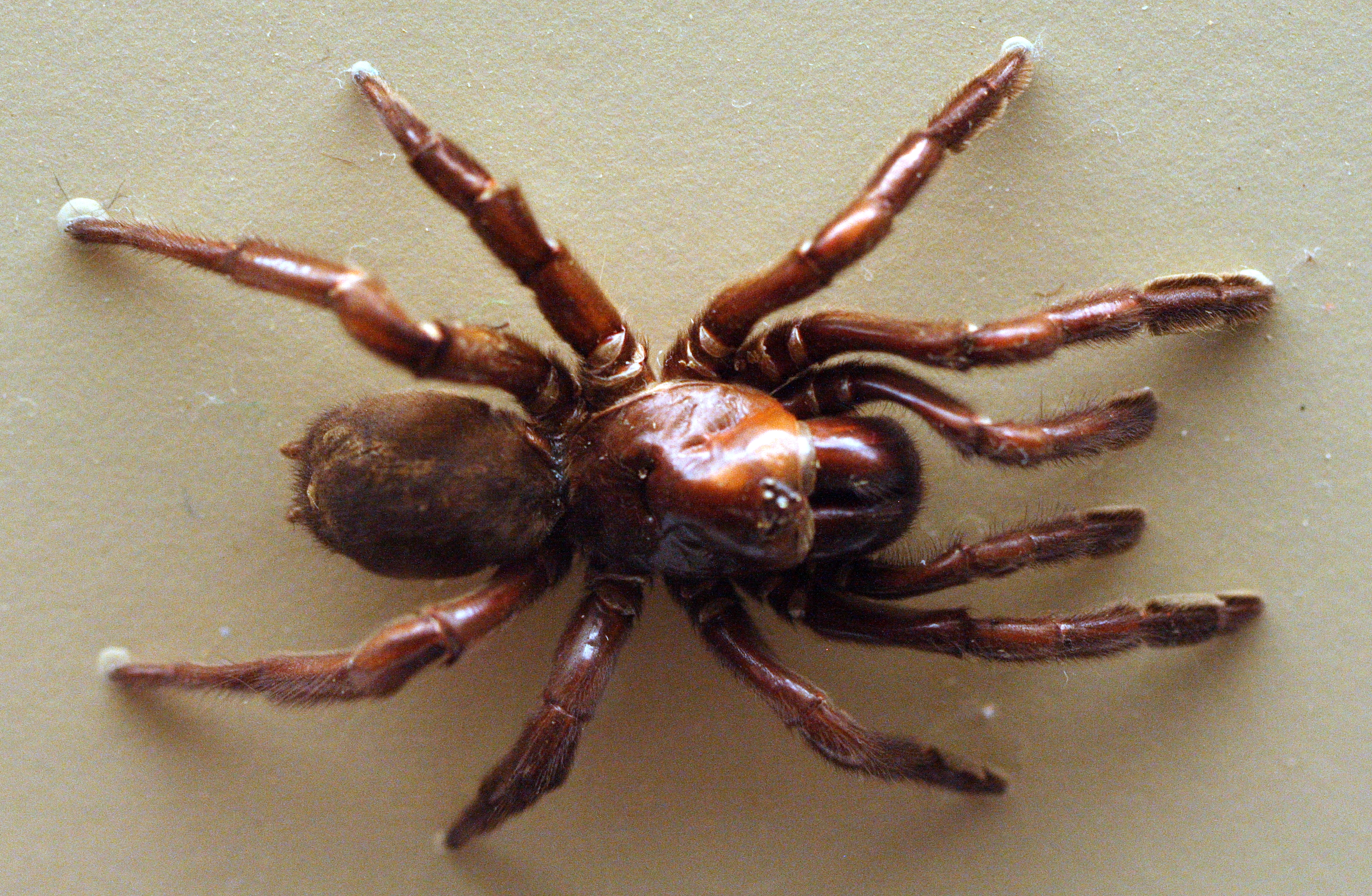
Gaius villosus

Number 16 oder Nummer 16 war eine australische Spinne der Art Gaius villosus, die um den Jahreswechsel 1973/1974 schlüpfte und seit dem 22. Juni 1975 von der Arachnologin Barbara York Main im Rahmen einer ökologischen Langzeitstudie beobachtet wurde. Am 31. Oktober 2016 wurde festgestellt, dass Number 16 offenbar von einer parasitären Wegwespe getötet worden ist. Number 16 war mit einem Alter von mindestens 43 Jahren die Spinne mit der längsten nachgewiesenen Lebensspanne. Sie löste eine Vogelspinne ab, für die ein Alter von 28 Jahren belegt ist.

## Die Studie
Ab März 1974 wurden von der australischen Arachnologin Barbara York Main im Naturschutzgebiet North Bungulla Nature Reserve (31° 32′ 0″ S, 117° 35′ 0″ O) Wohnröhren der als langlebig bekannten Art Gaius villosus markiert. Das 104 Hektar umfassende Naturschutzgebiet liegt im Shire of Tammin im Weizengürtel des Bundesstaates Western Australia. Main ist auf einer Farm in unmittelbarer Nachbarschaft aufgewachsen.
Das Ziel der Studie bestand darin, erstmals durch eine Langzeitstudie über zwei Jahrzehnte Erkenntnisse über den Lebenszyklus, das Fortpflanzungsverhalten, die demographische Verteilung und die Fähigkeit zur Ausbreitung in neue Lebensräume von Falltürspinnen zu erhalten.

## Herkunft
Durch eine Mitte der 1970er Jahre vorgenommene Analyse der räumlichen Verteilung und des Alters der untersuchten Spinnen konnte für Number 16 festgestellt werden, dass sie mit großer Wahrscheinlichkeit Nachkomme einer Spinne ist, die als Number 1 in die Studie aufgenommen wurde. Number 1 wurde bereits 1968 und 1969 als große und ausgewachsene Spinne beobachtet, sie musste damals ein Alter von sechs oder mehr Jahren gehabt haben. Beim Beginn der Studie war sie mindestens zwölf Jahre alt.
Number 16 hat die Wohnröhre ihrer Mutter im Herbst 1974 verlassen. Sie ist daher im Vorjahr geschlüpft und hat die folgenden Monate mit ihren Geschwistern in der versiegelten Wohnröhre verbracht. Sie wurde erstmals am 22. Juni 1975 von Forschern aufgefunden, die an diesem Tag ihre Wohnröhre markierten und aus deren Maßen auf das Alter von Number 16 schließen konnten.

## Tod
Am 31. Oktober 2016 wurde die leere Wohnröhre von Number 16 mit ungeordneten Zweigen statt eines geordneten Fächers um die Eingangsöffnung vorgefunden. Die Falltür befand sich an ihrer normalen Position, wies jedoch in der Mitte eine Perforation auf. Offenbar war Number 16 innerhalb der sechs Monate seit der letzten Kontrolle, bei der sie sich lebend in ihrer Wohnröhre befand, von einer Wegwespe (Pompilidae) getötet worden. Wegwespen betäuben ihre Beute und legen ein oder mehrere Eier auf ihr ab. Die Larven der Wespe ernähren sich nach dem Schlüpfen von dem noch lebenden Wirt, wodurch dieser zu Tode kommt.

## Langlebigkeit
Mit einem dokumentierten Alter von 43 Jahren hat Number 16 die längste wissenschaftlich belegte Lebensspanne einer Spinne erreicht. Sie löste mit diesem „Altersrekord“ eine Vogelspinne aus einer Tierhaltung im Terrarium ab, für die das Guinness-Buch der Rekorde ein Alter von 28 Jahren angab.
In der Natur erreichen vorwiegend in den Eingangsbereichen von Höhlen lebende Spinnen der tasmanischen Art Hickmania troglodytes wahrscheinlich ein Alter von mehreren Jahrzehnten.
Barbara York Mains Studie war zunächst auf eine Dauer von etwa 20 Jahren angelegt. Die unerwartete Langlebigkeit von Number 16 war für York der Anlass, die Studie immer weiter zu verlängern. Schließlich übergab sie 2015 aus Altersgründen – mit etwa 85 Jahren – die Studie an Leanda Mason, eine Doktorandin der Curtin University in Perth.

## Medienresonanz
Am 19. April 2018 veröffentlichten die australischen Arachnologen Leanda Denise Mason, Grant Wardell-Johnson und Barbara York Main einen Artikel mit dem Titel The longest-lived spider: mygalomorphs dig deep, and persevere (deutsch: Die langlebigste Spinne: Vogelspinnenartige graben tief und überdauern) in der Fachzeitschrift Pacific Conservation Biology. In dem Artikel gaben sie den Tod von Number 16 und die Umstände ihres Auffindens bekannt. Darüber hinaus lieferten sie eine zusammenfassende Darstellung der Langzeitstudie, die mit ihr durchgeführt worden ist, und skizzierten kurz die Bedeutung dieser Studie und der Langlebigkeit der Falltürspinnen für den Artenschutz in Western Australia.
Der Artikel wurde mit seinen wesentlichen Inhalten zur Grundlage von Meldungen verschiedener Nachrichtenagenturen, darunter Agence France-Presse und die Deutsche Presse-Agentur, die wiederum Ende April 2018 von zahlreichen Massenmedien aufgegriffen wurden. Dabei wurden inhaltliche Fehler transportiert. So wurden Number 16 und die vorherige „Rekordhalterin“ häufig als Taranteln bezeichnet. Dies ist im Englischen die Bezeichnung für Vogelspinnen, die mit den Taranteln nicht näher verwandt sind. Darüber hinaus wurde in Überschriften wie Älteste Spinne der Welt stirbt an Wespenstich der Tod von Number 16 stark verkürzt zusammengefasst, dass es sich um das Parasitieren durch eine Wespe handelte, ging dabei verloren. Andere Medien bezeichneten Number 16 als „giftige Spinne“ oder behaupteten, dass Gaius villosus ihre Wohnröhre nur wenige Meter weit verlässt. Tatsächlich verlassen Weibchen der Art ihre Wohnröhren niemals für mehr als wenige Zentimeter. In Bezug auf die Ursache der Langlebigkeit wurde mit der Angabe der Sesshaftigkeit und des geringen Energieumsatzes eine stark vereinfachende Darstellung geliefert.
Auch die internationalen Medien stützten sich überwiegend auf Agenturberichte. In der Internetausgabe des Daily Telegraph erschien ein Bericht, der die Giftigkeit der Spinne hervorhob und auf die tatsächlich nicht bestehende Gefahr einer Begegnung im Garten oder im häuslichen Umfeld hinwies. Darüber hinaus wurde angegeben, dass Leanda Mason und ihre Kollegen die Hoffnung hatten, Number 16 werde ein Alter von 50 Jahren erreichen. In englischsprachigen Medien ging die Berichterstattung in einigen Fällen deutlich über die Wiedergabe der Agenturmeldungen hinaus. So berichtete die Washington Post ausführlich über die Lebensgeschichte von Number 16, die Langzeitstudie und Barbara York Main.